# Kevin Landman
Kevin Landman (23 januari 1994) is een Nederlands professioneel basketballer die speelde voor de Den Helder Kings uit Den Helder in de Dutch Basketball League.